# Castello di Fallais
Il castello di Fallais (in francese château de Fallais) è un castello fortificato della provincia di Liegi in Belgio, situato nel comune di Braives (Regione vallone).
Il castello appartiene al patrimonio architettonico tutelato dallo Stato.

## Storia
La prima costruzione del castello risale al XIII secolo ad opera della famiglia de Beaufort.
Nel 1465, vi si incontrarono Carlo il Temerario e Luigi di Borbone, principe vescovo di Liegi.
Nel 1543, Giovanni Calvino inviò come predicatore il pastore Jean de Saint-André al castello di Fallais, il cui signore, Jacques de Bourgogne, cugino di Carlo V, era un convinto riformato.
Il castello fu restaurato negli anni 1881-82 dall'architetto Auguste Van Assche.